# Tangenta (album)
Tangenta sedmi je studijski album makedonskog rock sastava Leb i sol, koji izlazi 1984. godine, a objavljuje ga diskografska kuća Jugoton.
Materijal snimaju u rujnu u beogradskom studiju 'Aquarius'. Producent je Kevin Ayers, koji je zbog raznolikog stila dao ime albumu. Velikim radijskim hitom postaje skladba "Kontakt je skup". Na albumu gostuju Laza Ristovski na klavijaturama i Nenad Jelić na udaraljkama.

## Popis pjesama

### A strana
1. "30 minuta do kuće" (4:09)
2. "Kontakt je skup" (4:03)
3. "Shoes for Joanna" (3:10)
  - Autor - Bodan Arsovski
4. "Samarkand" (3:25)
5. "Tako blizu" (4:39)
  - Autor - Bodan Arsovski

### B strana
1. "Pretposljednji Waltz" (4:41)
2. "Laku noć" (4:38)
3. "Tumba, tumba" (4:38)
  - Autor - Bodan Arsovski
4. "Ženama" (4:37)

## Izvođači
- Vlatko Stefanovski - gitara, vokal, udraljke
- Bodan Arsovski - bas gitara
- Dragoljub Đuričić - bubnjevi, udaraljke

Glazbeni gosti
- Laza Ristovski - klavijature (Ppg 23 Wave, Oberheim Obx A)
- Nenad Jelić - udaraljke

### Produkcija
- Producent - Kevin Ayers
- Autori - Vlatko Stefanovski (skladbe: A1, A2, A4, B1 do B4)
- Aranžer - Bodan Arsovski, Dragoljub Đuričić, Vlatko Stefanovski
- Snimatelj - Ratko Ostojić
- Dizajn - Ljubomir Pavičević Fis

## Vanjske poveznice
- Discogs - Recenzija albuma